# Clear (Alaska)
Pour les articles homonymes, voir Clear.
Clear est une communauté non incorporée d'Alaska aux États-Unis faisant partie du borough de Denali. 
Elle est située sur la George Parks Highway, au mile 280, à 4 milles (6 km) de l'Alaska Railroad et à 5 milles (8 km) de la base militaire Clear Air Force Station.
Elle comprend quelques habitations et hébergements au voisinage de la George Parks Highway. Ses habitants travaillent essentiellement dans le tourisme ou à la base militaire. 